# Oregon City
Oregon City ist eine Stadt in Oregon und County Seat des Clackamas Countys. Sie liegt am südlichen Rand des Portland Metropolitan Area an der Interstate 205. Das U.S. Census Bureau hat bei der Volkszählung 2020 eine Einwohnerzahl von 37.572 ermittelt.

## Geschichte
Oregon City wurde 1829 durch die Hudson’s Bay Company als Standort eines Sägewerks am Willamette River gegründet, gehörte seit 1844 als erste Stadt westlich der Rocky Mountains zu den Vereinigten Staaten und war bis 1851 Hauptstadt des Oregon-Territoriums. In dieser Zeit war sie die letzte Station des Oregon Trail. 1846 wurde hier die erste amerikanische Zeitung westlich der Rocky Mountains herausgegeben, 1849 wurden Münzen in einer kurzlebigen eigenen Währung geprägt. Für einige Zeit war die Stadt ein Zentrum des Pelzhandels und der methodistischen Mission.
Während des kalifornischen Goldrausches und durch den Aufschwung des Schiffsverkehrs an der Pazifikküste in den 1850er Jahren verlor das weiter im Binnenland gelegene Oregon City an Bedeutung. 1869 erhielt die Stadt Eisenbahnanschluss, 1889 Anschluss an das Elektrizitätsnetz, 1923 einen Highwayanschluss.
Die um 1880 weniger als 1500 Einwohner zählende Stadt lebte lange Zeit von der Holzwirtschaft und Landwirtschaft. Die Holz- und Papierindustrie schrumpfte in den 1980er Jahren. Heute dominieren Hochtechnologie und Montageindustrien. Viele Bewohner pendeln zur Arbeit nach Portland.
Der National Park Service weist für Oregon City 28 Bauwerke und Stätten im National Register of Historic Places (NRHP) aus (Stand 3. Januar 2019), darunter die McLoughlin House National Historic Site, die einen Teil der National Historic Site Fort Vancouver bildet.

## Wichtige Persönlichkeiten
- Peter Skene Ogden (1790–1854), Trapper, Pelzhändler und Forschungsreisender
- Edwin Markham (1852–1940), Dichter
- Thomas G. Paterson (* 1941), Historiker
- Susan Ruttan (* 1950), Schauspielerin
- Meredith Brooks (* 1958), Sängerin und Songschreiberin
- M. K. Hobson (* 1969), Science-Fiction-Autorin
- Matt Lindland (* 1970), Ringer und MMA-Kämpfer
- Luke Sommer (* 1985), Baseballspieler

## Sehenswürdigkeiten
- Museum of the Oregon Territory
- End of the Oregon Trail Interpretive Center